# Song o' My Heart
Song o' My Heart is een Amerikaanse muziekfilm uit 1930 onder regie van Frank Borzage. Destijds werd de film in Nederland uitgebracht onder de titel Liefdesmelodie.

## Verhaal
De gevierde Ierse tenor Sean gaat wonen in hetzelfde dorpje als Mary, de vrouw van zijn dromen. Mary is op aandringen van haar tante een verstandshuwelijk aangegaan met een rijke man. Onlangs is Mary echter in de steek gelaten door haar man en daardoor is ze nu blut. Zij en haar kinderen Tad en Eileen zijn ingetrokken bij hun gierige en zelfzuchtige tante. Eileen wordt verliefd op Fergus, een jongeman die zijn geluk in Dublin wil beproeven.

## Rolverdeling
| Acteur               | Personage       |
| -------------------- | --------------- |
| John McCormack       | Sean            |
| Alice Joyce          | Mary            |
| Maureen O'Sullivan   | Eileen          |
| Tommy Clifford       | Tad             |
| John Garrick         | Fergus          |
| Effie Ellsler        | Mona            |
| J.M. Kerrigan        | Peter           |
| J. Farrell MacDonald | Rafferty        |
| Emily Fitzroy        | Tante Elizabeth |
| Edwin Schneider      | Vincent         |
| Andrés de Segurola   | Guido           |
| Edwin Martindel      | Fullerton       |